# Liste des 100 meilleurs films égyptiens
La liste des 100 meilleurs films égyptiens est le résultat d'un sondage auquel de nombreux critiques de cinéma égyptien ont participé en 1996 pour sélectionner les 100 meilleurs longs métrages produits en Égypte au XXe siècle. Ce sondage est réalisé dans le cadre du XXe Festival international du film du Caire, qui célèbre le centenaire de la première projection d'un film en Égypte en 1896. Les films sélectionnés sont produits entre 1927 (l'année de la projection du premier film égyptien, Laila) et 1996. Le sondage a été supervisé par l'écrivain Saad El-Din Wahba (ar) (1925-1997),.
L'acteur Choukri Sarhane est considéré comme ayant la part du lion dans la liste, puisque 15 des films choisis le mettent en vedette. Il est suivi de l'acteur Salah Zoulficar avec 10 films, puis de l'actrice Faten Hamama et Souad Hosni avec 9 films, et la troisième place revient à l'actrice Shadia et à l'acteur Ahmed Zaki avec 6 films chacun, ainsi qu'aux acteurs Nour El-Sherif et Ahmed Mazhar (ar). L'acteur Mahmoud El-Meliguy est considéré comme l'acteur avec le plus de films sur la liste, avec environ 21 films dans des rôles secondaires, et le réalisateur Youssef Chahine est considéré comme l'un des réalisateurs avec le plus de films sur la liste, suivi du cinéaste Salah Abou Seif,. 

## Liste
| No  | Titre français                          | Titre original (latinisé)     | Titre original (arabe) | Réalisateur                   | Année |
| --- | --------------------------------------- | ----------------------------- | ---------------------- | ----------------------------- | ----- |
| 1   | La Volonté                              | Al-Azema                      | العزيمة                | Kamal Selim (ar)              | 1939  |
| 2   | La Terre                                | Al-Ard                        | الأرض                  | Youssef Chahine               | 1969  |
| 3   | La Momie                                | Al-Mummia                     | المومياء               | Châdi Abdessalam              | 1969  |
| 4   | Gare centrale                           | Bab al hadid                  | باب الحديد             | Youssef Chahine               | 1958  |
| 5   | Le Péché                                | Al Haram                      | الحرام                 | Henri Barakat                 | 1965  |
| 6   | La Sangsue                              | Chabâb imraah                 | شباب إمرأة             | Salah Abou Seif               | 1956  |
| 7   | Le Commencement et la Fin (ar)          | Bidâya wa nihaya              | بداية ونهاية           | Salah Abou Seif               | 1960  |
| 8   | Le Chauffeur d'autobus                  | Sawak al-utubis               | سواق الأتوبيس          | Atef El Tayeb                 | 1982  |
| 9   | Caprices de femme (ar)                  | Ghazal al banât               | غزل البنات             | Anwar Wagdi                   | 1949  |
| 10  | Le Costaud (ar)                         | Al Foutouwwah                 | الفتوة                 | Salah Abou Seif               | 1957  |
| 11  | Saladin                                 | Al Nasir Salah Eddine         | الناصر صلاح الدين      | Youssef Chahine               | 1963  |
| 12  | Le Facteur (ar)                         | Al Bostagui                   | البوسطجي               | Hussein Kamal                 | 1968  |
| 13  | Rends-moi mon âme (ar)                  | Roudda qalbi                  | رد قلبي                | Ezz-Eddine Zoulficar          | 1957  |
| 14  | L'Appel du courlis                      | Douâ' al karawân              | دعاء الكروان           | Henri Barakat                 | 1958  |
| 15  | Le Voleur et les Chiens (ar)            | El less wal kilab             | اللص والكلاب           | Kamal Al-Cheikh               | 1962  |
| 16  | La Seconde Épouse (ar)                  | El Zawgah al thaniyah         | الزوجة الثانية         | Salah Abou Seif               | 1967  |
| 17  | La Mère de la mariée                    | Oumm al arousah               | أم العروسة             | Atef Salem                    | 1963  |
| 18  | Le Caire 30 (ar)                        | Al Qahira thalathîn           | القاهرة 30             | Salah Abou Seif               | 1967  |
| 19  | Un soupçon de peur (ar)                 | Chay min al khawf             | شيء من الخوف           | Hussein Kamal                 | 1969  |
| 20  | La Bague et le Bracelet                 | Al-Tawk wa El-Eswira          | الطوق والإسورة         | Khaïri Bechara                | 1966  |
| 21  | Je demande une solution                 | Ouridou hallan                | أريد حلا               | Saïd Marzouk                  | 1975  |
| 22  | Le Général Lachine (ar)                 | Lasheen                       | لاشين                  | Fritz Kramp (ar)              | 1938  |
| 23  | Un homme chez nous (ar)                 | Fi baytina ragoul             | في بيتنا رجل           | Henri Barakat                 | 1961  |
| 24  | Al-Kit Kat                              | Kit Kat                       | ألكيت كات              | Daoud Abdel Sayed             | 1991  |
| 25  | Ciel d'enfer                            | Sira fi il wadi               | صراع في الوادي         | Youssef Chahine               | 1954  |
| 26  | On a fait de moi un assassin (ar)       | Ga'alouni mougriman           | جعلوني مجرما           | Atef Salem                    | 1954  |
| 27  | Raya et Sekina (ar)                     | Rayyâ wa Sakînah              | ريا وسكينة             | Salah Abou Seif               | 1953  |
| 28  | L'Innocent (ar)                         | Alparee                       | البريء                 | Atef El Tayeb                 | 1986  |
| 29  | Miramar (ar)                            | Miramar                       | ميرامار                | Kamal Al-Cheikh               | 1969  |
| 30  | L'Épouse d'un homme important           | Zawjat rajul muhimm           | زوجة رجل مهم           | Mohamed Khan                  | 1987  |
| 31  | Le Porteur d'eau est mort (ar)          | Al-saqqa mat                  | السقا مات              | Salah Abou Seif               | 1977  |
| 32  | Alexandrie pourquoi ?                   | Iskandariyya lih ?            | إسكندرية ليه           | Youssef Chahine               | 1979  |
| 33  | Ma femme et le chien (ar)               | Zawgati wa el kalb            | زوجتي والكلب           | Saïd Marzouk                  | 1971  |
| 34  | Le Marché noir (ar)                     | El-Souq El-Sodaa              | السوق السوداء          | Kamel Al Telmessani (ar)      | 1945  |
| 35  | Ma femme est PDG (ar)                   | Mirâtî moudîr amm             | مراتي_مدير_عام         | Fatine Abdel Wahab            | 1966  |
| 36  | Les Rêves de Hind et Camelia            | Ahlam Hind we Kamilia         | أحلام هند وكاميليا     | Mohamed Khan                  | 1988  |
| 37  | Les Gens de la haute (ar)               | Ahl al qimma                  | أهل القمة              | Ali Badrakhan (ar)            | 1975  |
| 38  | Vie ou Mort                             | Hayat ou maut                 | حياة أو موت            | Kamal Al-Cheikh               | 1955  |
| 39  | Karnak                                  | El Karnak                     | الكرنك                 | Ali Badrakhan (ar)            | 1975  |
| 40  | Le Visiteur de l'aube (ar)              | Za'er el-fagr                 | زائر الفجر             | Mamdouh Choukri (ar)          | 1973  |
| 41  | Le Procureur général (ar)               | Al na'eb al aam               | النائب العام           | Ahmed-Kamel Morsi (ar)        | 1971  |
| 42  | La Ruelle des fous (ar)                 | Darb el mahabil               | درب المهابيل           | Tawfiq Saleh                  | 1955  |
| 43  | Nuit et Barreaux (ar)                   | Layl wa qoudban               | ليل وقضبان             | Achraf Fahmi                  | 1973  |
| 44  | Nous les étudiants (ar)                 | Ihnâ al talâmdhah             | إحنا التلامذة          | Atef Salem                    | 1959  |
| 45  | Le Moineau                              | Al Osfour                     | العصفور                | Youssef Chahine               | 1972  |
| 46  | Sur qui faut-il tirer ? (ar)            | Alā mann notlīq ar-rasās      | على من نطلق الرصاص     | Kamal Al-Cheikh               | 1975  |
| 47  | Ton jour viendra (ar)                   | Lak youm yâ zâlim             | لك يوم يا ظالم         | Salah Abou Seif               | 1951  |
| 48  | Palabres sur le Nil                     | Thartharah fawk al Nil        | ثرثرة فوق النيل        | Hussein Kamal                 | 1971  |
| 49  | Combat héroïque (ar)                    | Sirâa al abtâl                | صراع الأبطال           | Tawfiq Saleh                  | 1964  |
| 50  | Où est ma vie ? (ar)                    | Ain omry                      | أين عمري               | Ahmed Diaa-Eddine (ar)        | 1957  |
| 51  | Le Retour de l'enfant prodigue          | Awdat al ibn al dall          | عودة الإبن الضال       | Youssef Chahine               | 1976  |
| 52  | L'Émigré                                | Al Mohager                    | المهاجر                | Youssef Chahine               | 1994  |
| 53  | Le Choix                                | Al Ikhtiyar                   | الاختيار               | Youssef Chahine               | 1971  |
| 54  | Djamila l'Algérienne                    | Gamila el Gazaeria            | جميلة                  | Youssef Chahine               | 1958  |
| 55  | Pourquoi le violet ? (ar)               | Leh ya banafsieg              | ليه يا بنفسج           | Redwan al-Kashif              | 1993  |
| 56  | Le Scandale                             | Al Aar                        | العار                  | Ali Abdel Khalek (ar)         | 1982  |
| 57  | Porté disparu                           | Kharag wa lam ya'ud           | خرج ولم يعد            | Mohamed Khan                  | 1984  |
| 58  | Entre le ciel et la terre (ar)          | Bayn al sama wa l ard         | بين السما والأرض       | Salah Abou Seif               | 1959  |
| 59  | Crépuscule et Aurore (ar)               | Ghoroub wa Shorouq            | غروب وشروق             | Kamal Al-Cheikh               | 1970  |
| 60  | La Dernière Histoire d'amour (ar)       | Li el-hob qesaa akhira        | للحب قصة أخيرة         | Raafat Al-Mihi (ar)           | 1986  |
| 61  | Le Prince de la vengeance (ar)          | Amîr al intiqâm               | أمير الانتقام          | Henri Barakat                 | 1950  |
| 62  | L'Impossible (ar)                       | Al Moustahil                  | المستحيل               | Hussein Kamal                 | 1965  |
| 63  | Kandil om Hashem (ar)                   | Kandil om Hashem              | قنديل أم هاشم          | Kamal Attia (ar)              | 1968  |
| 64  | Les Coupables (ar)                      | Al Moudhniboun                | المذنبون               | Saïd Marzouk                  | 1975  |
| 65  | Une balle au cœur (ar)                  | Rosasa fe al-qalb             | رصاصة في القلب         | Mohammed Karim                | 1944  |
| 66  | Chanson sur le passage (ar)             | Oghnia ala al-mamar           | أغنية على الممر        | Ali Abdel-Khalek (ar)         | 1972  |
| 67  | Les Teenagers (ar)                      | El morahekate                 | المراهقات              | Ahmed Diaa-Eddine (ar)        | 1960  |
| 68  | L'Amour au pied des pyramides (ar)      | Al hob fawk hadabat al haram  | الحب فوق هضبة الهرم    | Atef El Tayeb                 | 1986  |
| 69  | Journal d'un substitut de campagne (ar) | Yaoumeyat na'eb fe al-aryaf   | يوميات نائب في الأرياف | Tawfiq Saleh                  | 1969  |
| 70  | Le Monstre                              | Al Wahch                      | الوحش                  | Salah Abou Seif               | 1954  |
| 71  | Supermarket (ar)                        | Subar markit                  | سوبر ماركت             | Mohamed Khan                  | 1990  |
| 72  | Une femme sur la route (ar)             | Imraah fi l tariq             | امرأة في الطريق        | Ezz-Eddine Zoulficar          | 1958  |
| 73  | Parmi les décombres (ar)                | Bayn al atlâl                 | بين الأطلال            | Ezz-Eddine Zoulficar          | 1959  |
| 74  | Les Fils du silence (ar)                | Abnaa El Samt                 | أبناء الصمت            | Mohamed Radi (ar)             | 1974  |
| 75  | Monter vers l'abîme (ar)                | Al-soa'd ela al-hawya         | الصعود إلى الهاوية     | Kamal Al-Cheikh               | 1978  |
| 76  | Salama va bien (ar)                     | Salama fi khayr               | سلامة في خير           | Niazi Moustapha               | 1937  |
| 77  | Les Mains douces                        | Al Aydi al na'imah            | الأيدي الناعمة         | Mahmoud Zoulficar             | 1963  |
| 78  | Les Révoltés (ar)                       | Al-Mutamarridûn               | المتمردون              | Tawfiq Saleh                  | 1968  |
| 79  | Occupe-toi de Zouzou (ar)               | Khalli balak min ZouZou       | خلي بالك من زوزو       | Hassan Al Imam                | 1972  |
| 80  | L'Avocat (ar)                           | El avocato                    | الأفوكاتو              | Raafat Al Mehi (ar)           | 1984  |
| 81  | Monsieur Omar (ar)                      | Sî Omar                       | سي عمر                 | Niazi Moustapha               | 1941  |
| 82  | Le Fils du Nil                          | Ibn al Nîl                    | ابن النيل              | Youssef Chahine               | 1951  |
| 83  | Nos plus beaux jours (ar)               | Ayyamouna al houlwah          | أيامنا الحلوة          | Helmi Halim (ar)              | 1955  |
| 84  | La Mémoire                              | Hadouta misrya                | حدوتة مصرية            | Youssef Chahine               | 1982  |
| 85  | Zeinab (ar)                             | Zeinab                        | زينب                   | Mohammed Karim                | 1952  |
| 86  | Tempête sur le Nil (ar)                 | Sira fi l Nil                 | صراع في النيل          | Atef Salem                    | 1959  |
| 87  | L'Épée de l'Islam                       | Wa Islamah                    | وا اسلاماه,            | Enrico Bomba et Andrew Marton | 1961  |
| 88  | Mon père sur l'arbre (ar)               | Abi foq al shagara            | أبي فوق الشجرة         | Hussein Kamal                 | 1969  |
| 89  | L'Empire M (ar)                         | Imbrat'uriyyat mim            | إمبراطورية ميم         | Hussein Kamal                 | 1972  |
| 90  | Jouer dans la cour des grands (ar)      | Al Loub ma al kibar           | اللعب مع الكبار        | Cherif Arafa                  | 1991  |
| 91  | Amour et Vengeance (ar)                 | Gharam wa intiqam             | غرام وانتقام           | Youssef Wahbi                 | 1944  |
| 92  | La Maison n°13 (ar)                     | Al Manzil raqam talatta char  | المنزل رقم 13          | Kamal Al-Cheikh               | 1952  |
| 93  | Les Péchés (ar)                         | Al khataya                    | الخطايا                | Hassan Al Imam                | 1962  |
| 94  | La Montagne (ar)                        | Al Jabal                      | الجبل                  | Khalil Chawki (ar)            | 1965  |
| 95  | Les Grives et l'Automne (ar)            | Al-seman w al-kahreef         | السمان والخريف         | Houssam Eddine Mostafa        | 1967  |
| 96  | L'Impasse des Deux-Palais (ar)          | Bayn al Qasrayn               | بين القصرين            | Hassan Al Imam                | 1964  |
| 97  | Je suis libre (ar)                      | Ana hurra                     | أنا حرة                | Salah Abou Seif               | 1959  |
| 98  | L'Homme qui a perdu son ombre (ar)      | El ragol el-lazi fakad zilloh | الرجل الذي فقد ظله     | Kamal Al-Cheikh               | 1968  |
| 99  | Dananir (ar)                            | Danânîr                       | دنانير                 | Ahmed Badrakhan               | 1940  |
| 100 | L'Épouse numéro treize (ar)             | Zawgah raqam talatach         | الزوجة 13              | Fatine Abdel Wahab            | 1962  |